# Chirnside
Chirnside est un village dans les Scottish Borders, en Écosse.